# Torneio de tênis de Miami
O torneio de tênis de Miami compreende os eventos profissionais de tênis que acontecem ou aconteceram em Miami, nos Estados Unidos. No calendário de elite, é combinado masculino e feminino desde 1985.
Atualmente, possui o nome comercial de Miami Open e recebe os seguintes torneios:
- ATP de Miami, torneio masculino organizado pela Associação de Tenistas Profissionais, na categoria ATP Masters 1000;
- WTA de Miami, torneio feminino organizado pela Associação de Tênis Feminino, na categoria WTA 1000.

## Sunshine Double
O "Sunshine Double" é um feito no tênis alcançado quando um jogador ganha os títulos do Indian Wells Open e do Miami Open consecutivamente.
Até o momento, 11 jogadores conseguiram isso em simples e 22 em duplas

### Simples
| N° | Jogador(a)        | Título(s) | Ano(s)        |
| -- | ----------------- | --------- | ------------- |
| 1  | Jim Courier       | 1         | 1991          |
| 2  | Michael Chang     | 1         | 1992          |
| 3  | Pete Sampras      | 1         | 1994          |
| 4  | Steffi Graf       | 2         | 1994, '96     |
| 5  | Marcelo Ríos      | 1         | 1998          |
| 6  | Andre Agassi      | 1         | 2001          |
| 7  | Roger Federer     | 3         | 2005–06, '17  |
| 8  | Kim Clijsters     | 1         | 2005          |
| 9  | Novak Djokovic    | 4         | 2011, '14–'16 |
| 10 | Victoria Azarenka | 1         | 2016          |
| 11 | Iga Świątek       | 1         | 2022          |

### Duplas
| N° | Equipe                              | Título(s) | Ano(s)  |
| -- | ----------------------------------- | --------- | ------- |
| 1  | Jana Novotná Helena Suková          | 1         | 1990    |
| 2  | Todd Woodbridge Mark Woodforde      | 1         | 1996    |
| 3  | Wayne Black Sandon Stolle           | 1         | 1999    |
| 4  | Mark Knowles Daniel Nestor          | 1         | 2002    |
| 5  | Lisa Raymond Rennae Stubbs          | 1         | 2002    |
| 6  | Lisa Raymond Samantha Stosur        | 2         | 2006–07 |
| 7  | Bob Bryan Mike Bryan                | 1         | 2014    |
| 8  | Martina Hingis Sania Mirza          | 1         | 2015    |
| 9  | Pierre-Hugues Herbert Nicolas Mahut | 1         | 2016    |
| 10 | Elise Mertens Aryna Sabalenka       | 1         | 2019    |

| N° | Jogador (individualmente) | Título(s) | Ano(s) |
| -- | ------------------------- | --------- | ------ |
| 1  | Natasha Zvereva           | 1         | 1997   |
| 2  | Martina Hingis            | 1         | 1999   |
| 3  | Bethanie Mattek-Sands     | 1         | 2016   |
| 4  | John Isner                | 1         | 2022   |